# 蒙克莱
蒙克莱（法語：Moncley，法語發音：[mɔ̃klɛ]）是法国杜省的一个市镇，属于贝桑松区。

## 地理
蒙克莱（47°18'30"N, 5°53'30"E）面积7.92 平方千米，位于法国勃艮第-弗朗什-孔泰大區杜省，该省份为法国东部内陆省份，北起上索恩省，西接汝拉省，东部及东南部与瑞士接壤，东北部与贝尔福地区省接壤。
与蒙克莱接壤的市镇（或旧市镇、城区）包括：潘村、绍塞讷、莱索克松、索瓦涅、埃马尼、珀卢塞。
蒙克莱的时区为UTC+01:00、UTC+02:00（夏令时）。

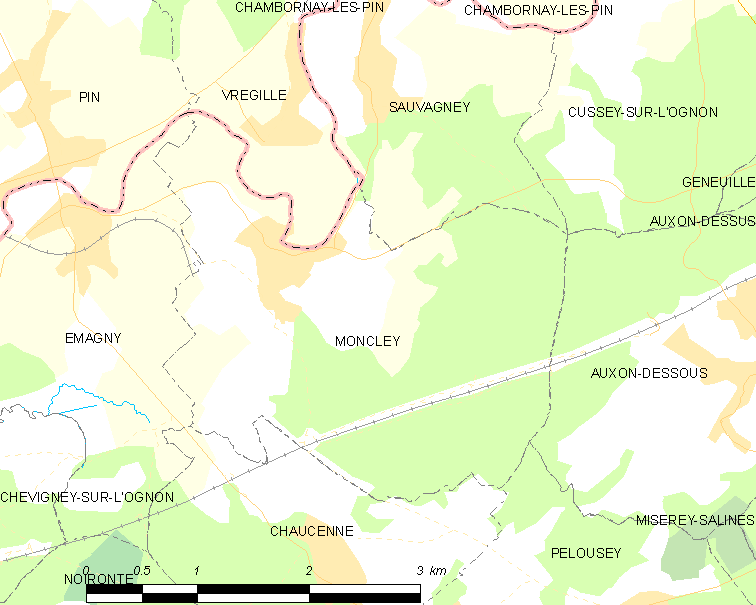
蒙克莱的OSM定位图

## 行政
蒙克莱的邮政编码为25170，INSEE市镇编码为25383。

## 政治
蒙克莱所属的省级选区为圣维特县。

## 人口

1962-2008年间蒙克莱人口变化图示

蒙克莱于2022年1月1日时的人口数量为296人。